# Fortaleza de Mehrangarh
La fortaleza de Mehrangarh está situada en una colina a 125 metros sobre la ciudad de Jodhpur, en el estado de Rajastán, es una de las fortalezas más imponentes de la India.

## Etimología
La palabra Mehrangarh proviene del sánscrito Mihir «sol» o «deidad solar» y garh «fuerte», esto es «fuerte del Sol».

## Historia
La construcción de Mehrangarh comienza en 1459 durante el reinado de Rao Jodha, fundador de la ciudad de Jodhpur. Sin embargo, la mayor parte de la estructura existente es del período de Jaswant Singh (1638-1678). Las paredes del fuerte tienen una altura de 36 m por 21 m de ancho. 
Un museo ubicado dentro de ella presenta una rica colección de miniaturas, instrumentos musicales, trajes y mobiliario. Además sus murallas no sólo conservan una parte de los cañones originales excelentemente conservados, sino también una vista impresionante sobre la ciudad.

## En el cine
La escena de The Dark Knight Rises en la que Bruce Wayne sale de su prisión de pozo subterráneo fue filmada en el fuerte Mehrangarh.